# شاي نيبالي

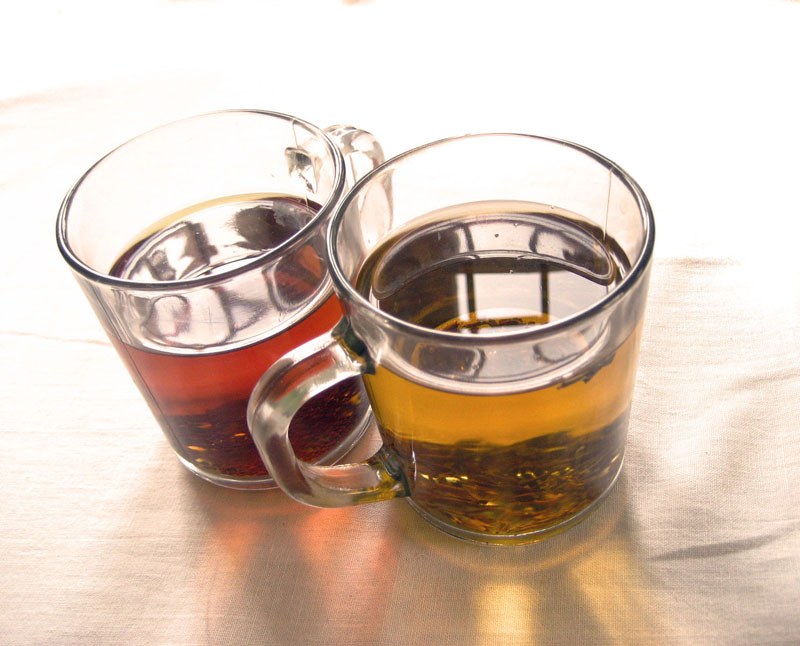
الشاي الأرثوذكسي (التقليدي) والشاي المطحون والممزق والمتعرج جنبا إلى جنب

الشاي النيبالي هو مشروب مصنوع من أوراق نبات الشاي (كاميليا صينية) المزروع في نيبال. يتميز في المظهر والرائحة والطعم، ولكنه يشبه في كثير من النواحي الشاي المنتج في دارجيلنغ، ربما لأن المناطق الشرقية من نيبال لها جغرافيا وتضاريس مماثلة لدارجيلنغ. إن كميات الإنتاج الصغيرة نسبيًا تعني أن الشاي من نيبال أقل شهرة من الشاي من دارجيلنغ.
تنقسم أنواع الشاي النيبالي إلى نوعين: الشاي الأرثوذكسي (التقليدي) والشاي المطحون والممزق والمتعرج.

## الشاي التقليدي

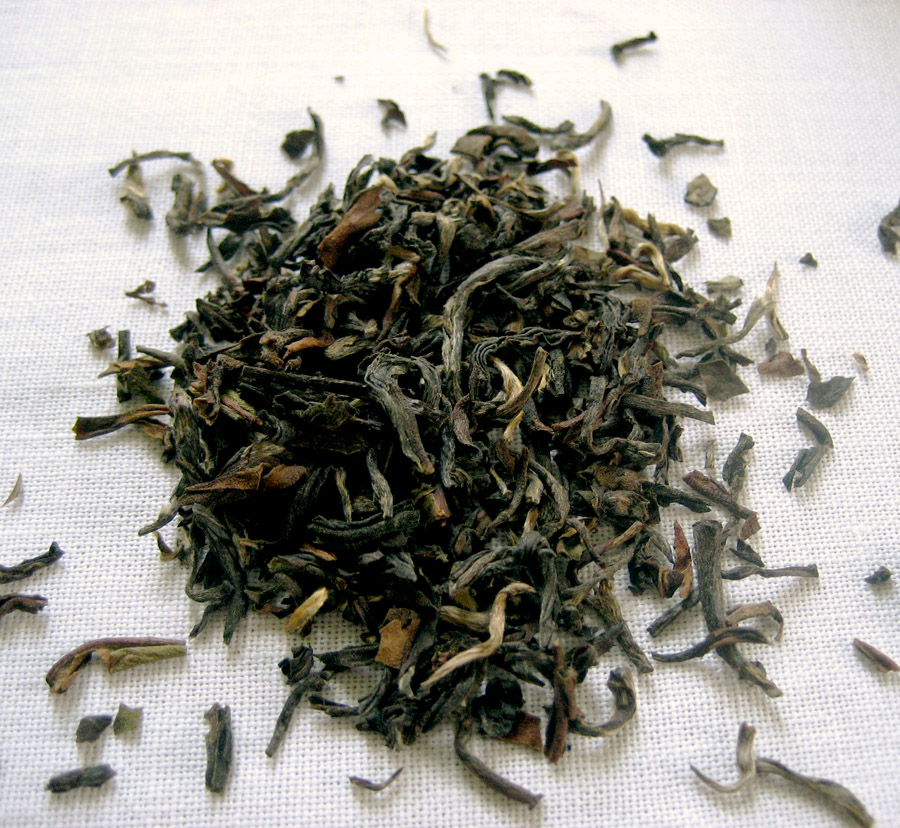
الشاي التقليدي (الأرثوذكسي)

الشاي التقليدي – مثل شاي دارجيلنغ – مصنوع من صنف صيني من نبات الشاي. يتم لف الشاي يدويا أو آليا. تندرج معظم أنواع الشاي المتخصصة مثل الشاي الأخضر والشاي الصيني والشاي الأبيض والشاي الملفوف يدويًا ضمن فئة الشاي التقليدي. في نيبال، يتم إنتاج الشاي التقليدي ومعالجته في المناطق الجبلية في نيبال على ارتفاع يتراوح بين 3000 إلى 7000 قدم فوق مستوى سطح البحر. هناك ستة مناطق رئيسية، في المقام الأول في المناطق الشرقية من نيبال، والتي تشتهر بإنتاج الشاي الأرثوذكسي عالي الجودة، وهي إيلام وبانشثار ودهانكوتا وتيرهاثوم وسيندهولبالشوك وكاسكي.
الشاي التقليدي في نيبال يتميز بأربع مواسم قطف رئيسية تعرف بـ "الفلاشات" (Flushes). تشير هذه الفلاشات إلى الفترات الموسمية التي يتم فيها حصاد أوراق الشاي، وكل واحدة منها تتميز بصفات نكهة وروائح فريدة. يمكن تلخيص هذه الفلاشات كالتالي:
- القطف الأول: يبدأ في الأسبوع الرابع من شهر مارس ويستمر حتى نهاية شهر أبريل. حيث تكون الأوراق طرية والسائل ذو لون أخضر مصفر فاتح، وله طعم رقيق مع رائحة ونكهة خفيفة. تكون الدفعة الأولى أكثر تكلفة، بسبب نكهتها الخفيفة والرقيقة، ولكن أيضًا بسبب قلة إنتاجها وكون الطلب عليها يفوق العرض.
- القطف الثاني: يبدأ خلال الأسبوع الثاني من شهر مايو ويستمر حتى الأسبوع الأخير من شهر يوليو. في الدفعة الثانية تكتسب الأوراق المزيد من القوة وتظهر الخصائص الرئيسية للشاي على عكس الشاي في الدفعة الأولى. يقول بعض الخبراء أن أفضل أنواع الشاي هي تلك التي يتم تحضيرها خلال الدورة الثانية.
- القطف بعد الرياح الموسمية (المانسون): ويشار إليه أيضًا باسم "الشاي الممطر"، فورًا بعد موجة الرياح الموسمية الثانية، أي في الأسبوع الأخير من شهر يوليو ويستمر حتى نهاية سبتمبر. يُظهر شاي الرياح الموسمية، بسبب هطول الأمطار المتواصلة، اندماجًا قويًا ومظلمًا للغاية حيث يطور الشاي لونه وقوته الكاملة، مما ينتج عنه شاي مكتملا. يُنصح بتناوله.
- قطف موسم الخريف: يبدأ عادة في شهر أكتوبر ويستمر حتى نهاية شهر نوفمبر. يقدم شاي الخريف مزيجًا رائعًا من النكهات المسكية والروائح اللاذعة والخمور الكهرمانية.

## الشاي المطحون والممزق والمتعرج

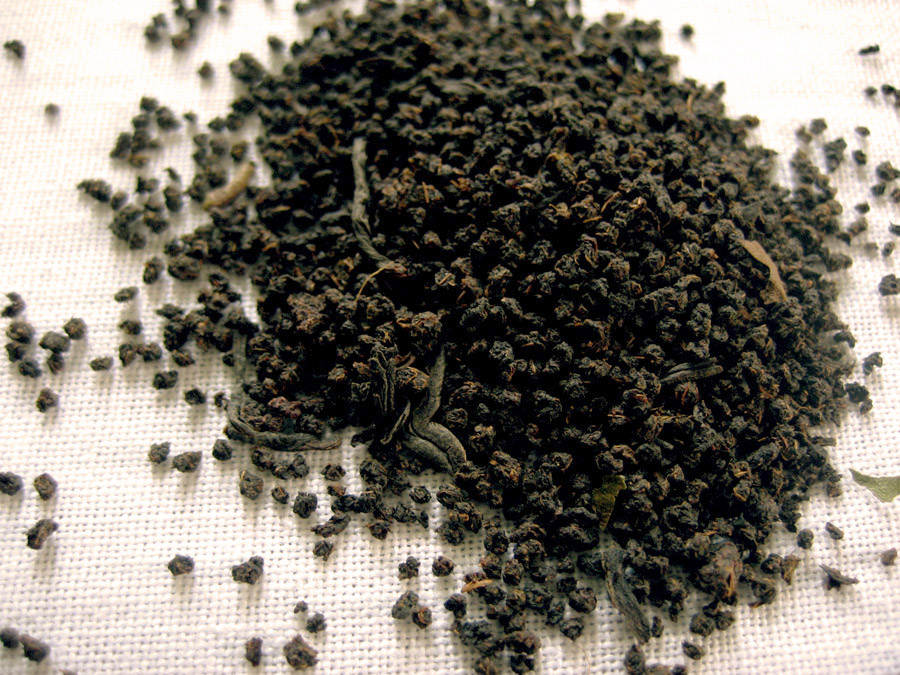
الشاي المطحون والممزق والمتعرج (CTC (Crush, Tear, Curl))

الشاي المسحوق والممزق والمجعد أو شاي سيتيسي (CTC) هو إحدى طرق معالجة صنف شاي آسام (amellia sinensis var. assamica)، الذي ينمو في السهول المنخفضة الارتفاع والحارة والرطبة في نيبال، وخاصة في منطقة جابا. ويمثل الشاي الأخضر ما يقرب من 95% من الاستهلاك المحلي، وذلك بسبب انخفاض تكلفة إنتاجه مقارنة بالشاي التقليدي.
يتميز شاي سيتيسي النيبالي أيضًا بأربعة موسام قطف متباينة، القطف الأول والثاني والقطف بعد الرياح الموسمية والقطف الخريفي، ولكن على عكس الشاي التقليدي، فإن شاي سيتيسي موحد إلى حد ما في جميع الأنحاء، وغالبًا ما يظهر لونًا قويًا ورائحة خفيفة بعد النقع. ومع ذلك، فإن موسام القطف لا تبدأ وتنتهي وفقًا للشاي التقليدي، وذلك أساسًا بسبب الاختلافات في الظروف المحلية.

## نبذة تاريخية

### في عهد أسرة رانا
خلال القرن التاسع عشر وأوائل القرن العشرين، كانت نيبال تحت حكم استبدادي شديد المركزية، سلالة رانا، التي كانت تدير البلاد بصفة الملكية؛ وأدت سياساتها إلى عزل نيبال عن العالم الخارجي. كانت حدود نيبال وحكومتها في حالة اضطراب مستمر، داخليا وخارجيا. وعلى النقيض من الهند، ساعدت هذه السياسات نيبال في الحفاظ على استقلالها الوطني عن الحكم الاستعماري البريطاني، ولكنها عزلتها عن التحديث والتنمية الاقتصادية. وهكذا تأثرت صناعة الشاي النيبالية الناشئة سلباً مقارنة بصناعة الشاي في دارجيلنغ المجاورة التي ازدهرت في ظل الحكم الاستعماري البريطاني.
يُعتقد أن شجيرات الشاي الأولى في نيبال كانت تُزرع من بذور أهداها الإمبراطور الصيني إلى رئيس وزراء نيبال آنذاك، جونج بهادور رانا. ومع ذلك، فإن صناعة الشاي في نيبال ترجع بجذورها إلى فترة استعمار الهند، من قبل أول شركة متعددة الجنسيات في العالم، "شركة الهند الشرقية"، تحت حكم الإمبراطورية البريطانية. حوالي عام 1863، وبعد مرور 10 سنوات على إنشاء أول مزرعة شاي في دارجيلنغ تم جلب أنواع هجينة من شجيرات الشاي، وتم إنشاء أول مزرعة شاي في نيبال، مزرعة شاي إيلام في منطقة إيلام، على ارتفاع يتراوح بين 4500 و5000 قدم فوق مستوى سطح البحر. في ظل رؤية مستقبلية أفضل لصناعة الشاي في نيبال، تم بعد عامين إنشاء مزرعة شاي ثانية، مزرعة شاي سوكتيم، في منطقة إيلام. في وقت لاحق من القرن العشرين، عمل منتجو الشاي النيباليون كموردين لمصانع دارجيلنغ عندما أصبحت شجيرات الشاي قديمة وانخفضت إنتاجية المحاصيل.
ومع ذلك، فشلت صناعة الشاي الناشئة في نيبال في النمو. في الفترة الزمنية التي بدأت فيها صناعة الشاي في دارجيلنغ تحرز أداءً جيدًا للغاية في السوق التجارية العالمية، فشلت صناعة الشاي في نيبال في توفير ما يكفي حتى للاستهلاك المحلي. وكان السبب وراء النكسة التي تعرضت لها صناعة الشاي النيبالية الناشئة يرجع في المقام الأول إلى الاضطرابات السياسية والسياسات الاقتصادية الناتجة عنها في تلك الفترة، في عهد أسرة رانا.

### بعد عهد أسرة رانا
خلال الخمسينيات من القرن العشرين، حدث تحول في السيناريو السياسي في نيبال. حيت تمت كتابة دستور جديد لتطوير النظام الديمقراطي. ورغم الفشل في تحقيق التحول الديمقراطي الناجح، إلا أن اقتصاد نيبال انفتح على الأقل على بقية العالم. ونتيجة لذلك، شهدت صناعة الشاي الراكدة تدفقاً للاستثمارات العامة والخاصة. تم إنشاء أول مزرعة شاي خاصة في عام 1959، في منطقة تيراي تحت اسم مزرعة شاي بودهاكاران.
في عام 1966، تم إنشاء شركة تطوير الشاي النيبالية (NTDC) للمساعدة في تطوير صناعة الشاي. في الأصل، كانت أوراق الشاي المنتجة في نيبال تباع إلى المصانع في دارجيلنغ، لأن شجيرات شاي دارجيلنغ أصبحت قديمة، مما أدى إلى تدهور إنتاجية الشاي المعالج. ولهذا السبب كانت أوراق الشاي النيبالية تشكل مُدخلاً قيماً للمصانع في دارجيلنغ وما حولها. وأخيراً في عام 1978، تم إنشاء أول مصنع في نيبال في إيلام لمعالجة أوراق الشاي وبعد بضع سنوات تم إنشاء مصنع آخر في سوكتيم، مقاطعة إيلام. من عام 1978 إلى تسعينيات القرن العشرين، بذلت شركة تنمية الشاي النيبالية بالتعاون مع إدارة التنمية الخارجية جهوداً مختلفة لتشجيع مشاركة المزارعين الصغار والهامشيين في نمو وإنتاج الشاي كمحصول نقدي. ونتيجة لذلك، يشكل المزارعون الصغار والهامشيون اليوم النسبة الأكبر من حصة صناعة الشاي في نيبال. وببطء، تحولت صناعة الشاي الراكدة إلى صناعة تجارية بالكامل، مما ساهم في تعزيز التنمية الاقتصادية والاجتماعية والاقتصادية في البلاد. وللمساعدة بشكل أكبر في تطوير صناعة الشاي، أعلنت حكومة جلالة الملك النيبالي في عام 1982 تحت حكم ملك نيبال آنذاك بيريندرا بير بيكرام شاه ديف، تخصيص خمس مناطق -وهي جابا وإيلام وبانشثار ودهانكوتا وتيرهاثوم - لزراعة شاي نيبال.

شعار تم تطويره لوسم شاي سيتيسي والشاي الأخضر والشاي التقليدي وفقًا لأحكام سياسة الشاي الوطنية لعام 2000

من عام 1987 إلى عام 1993، تم دمج بعض المؤسسات البارزة اليوم لمساعدة مؤسسة تطوير الشاي النيبالية في تطوير صناعة الشاي الراكدة التي استمرت قرنًا من الزمان، مثل - مجلس تطوير الشاي والقهوة الوطني (NTCDB)، وجمعية مزارعي الشاي النيباليين (NTPA)، وجمعية منتجي الشاي الأرثوذكسي في الهيمالايا (HOTPA). في عام 1997، شهدت صناعة الشاي في نيبال تحولاً كبيراً نحو الخصخصة، مع خصخصة المزارع والمصانع التابعة لشركة تطوير الشاي النيبالية (NTDC).
منذ أواخر التسعينيات وحتى أوائل العقد الأول من القرن الحادي والعشرين، أصبحت مجموعة من المنظمات غير الحكومية الدولية (مثل Winrock، وSNV، وGTZ وغيرها) منخرطة مع ملاك الأسهم في صناعة الشاي في نيبال، لأن صناعة الشاي في نيبال لعبت أيضًا دورًا مهمًا في القضاء على الفقر، وخاصة في المناطق الريفية حيث تتركز مزارع الشاي. بحلول القرن الحادي والعشرين، تحولت صناعة الشاي الراكدة إلى صناعة تجارية متكاملة، إلا أنها لم تنجح بعد في تطوير علامة تجارية قوية في السوق العالمية، حيث كانت تفتقر إلى أنظمة إنتاج وتسويق متكاملة بكفاءة.
ومن ثم، في عام 2000، ووفقًا لأحكام قانون مجلس تطوير الشاي والقهوة الوطني لعام 1992، صادقت حكومة نيبال على السياسة الوطنية للشاي. ركزت السياسة الوطنية للشاي على المواضيع الخمسة الرئيسية التالية: -
1. الإنتاج والمعالجة
2. الترويج والتجارة
3. الهرمية المؤسساتية
4. تنمية القوى العاملة
5. تنمية وتشجيع الصناعات المساعدة

## الوقت الحاضر
تسيطر المصالح الخاصة اليوم على صناعة الشاي في نيبال، حيث تأسس أول مصنع أرثوذكسي خاص، وهو شركة بودخاران للشاي المحدودة، في عام 1960، بينما كانت صناعة الشاي في الثمانينيات احتكارًا حكوميًا قبل تحرير صناعة الشاي. حتى عام 2000، بلغت صادرات نيبال من الشاي حوالي 100 إلى 150 طناً سنوياً فقط. ومع ذلك، وبفضل التحرير الذي تم تبنيه منذ حوالي عقد من الزمان، شهدت صناعة الشاي في نيبال ارتفاعًا هائلاً في صادرات الشاي، حيث بلغت نحو 4000 - 5000 طن سنويًا.
في الوقت الحاضر، تنتج نيبال حوالي 16.29 مليون كيلوغرام من الشاي سنوياً على مساحة 16718 هكتاراً. وهو يمثل 0.4% فقط من إجمالي إنتاج الشاي العالمي. يعتبر الشاي محصولًا نقديًا مستقلًا في ممارسة الزراعة الحراجية ويعتبر أهم مثال للزراعة المستدامة على المدى الطويل. المناطق الرئيسية لإنتاج الشاي في نيبال هي جابا وإيلام وبانشثار ودانكوتا وتيرهاثوم، والمناطق المشاركة حديثًا هي كاسكي ودولاخا وكافري وسيندوبالتشوك وبوجبور وسولوخومبو ونواكوت، بهدف زيادة إجمالي إنتاج الشاي في نيبال. يتم تصدير الشاي النيبالي بشكل رئيسي إلى الهند وباكستان وأستراليا وألمانيا وفرنسا وبولندا وهولندا واليابان وبلجيكا والولايات المتحدة الأمريكية.
أدركت جمعية منتجي الشاي التقليدي في الهيمالايا (HOTPA)، وهي جمعية منتجي الشاي التقليدي في نيبال، إمكانات هذا الشاي النيبالي في السوق العالمية، واتخذت تدابير مختلفة لتحسين جودة الشاي التقليدي وتسويقه. في عام 2003، تم إنشاء شركة منتجي الشاي الهيمالايا التعاونية المحدودة (HIMCOOP)، وهي الجناح التسويقي لجمعية منتجي الشاي التقليدي الهيمالايا (HOTPA)، للمساعدة في تسويق الشاي النيبالي. وعلى نحو مماثل، نفذت جمعية منتجي الشاي التقليدي في الهيمالايا (HOTPA) في عام 2006 مدونة قواعد السلوك. وكان الهدف الرئيسي من مدونة قواعد السلوك هو رفع معايير الشاي النيبالي التقليدي إلى المستوى الدولي. المبادئ الرئيسية لقواعد السلوك هي:
1. احترام الطبيعة
2. احترام الانسان
3. احترام نظام الإنتاج
4. احترام الجودة

ويتلقى المزارعون الآن الدعم من مجلس تنمية الشاي والقهوة الوطني الذي أنشأته وزارة الزراعة النيبالية. تم تقديم سياسة وطنية للشاي من قبل المجلس الوطني لتنمية الشاي في عام 2000 والتي تهدف إلى خلق المزيد من فرص الحصول على الائتمان والأراضي للمزارعين الذين ينتجون الشاي. يوفر الشاي التقليدي الآن مصدرًا للاستدامة لنحو 20 ألف مزارع في نيبال.

## الزراعة
تتم زراعة الشاي النيبالي في المناطق الجبلية وعلى ارتفاعات عالية مما يضمن إنتاج الشاي عالي الجودة.  في نيبال، تستضيف المناطق الجبلية الشرقية معظم محاصيل الشاي التقليدية (على عكس محاصيل شاي سيتيسي) على ارتفاعات تتراوح بين 3000 و7000 قدم فوق مستوى سطح البحر. يوجد في نيبال ست مناطق يتم فيها إنتاج الشاي الأرثوذكسي؛ إيلام ودانكوتا وكاسكي وترهاثوم وسيندهوبالتشوك وبانتشثار. ومن بين هذه المناطق يوجد عدد صغير من مزارع الشاي المتوسطة والكبيرة الحجم فضلاً عن عدد كبير من المزارعين أصحاب الأراضي الصغيرة. بمجرد أن يصل نبات الشاي إلى مرحلة النضج، يمكن حصاد أوراقه حوالي أربع إلى خمس مرات في السنة، لسنوات عديدة. تسمى الحصادات المختلفة للشاي بمواسم القطف (الفلاشات). في نيبال، هناك أربع مواسم قطف منفصلة في موسم النمو؛ القطف الأول، والقطف الثاني، والقطف الموسمي، والقطف الخريفي.

### استخدام المبيدات الحشرية
لا توجد توجيهات بخصوص الحد الأقصى للمخلفات (MRL) للمبيدات الحشرية التي يجب استعمالها. ومع ذلك، في العقد الماضي تم حظر العديد من المواد الكيميائية السامة مثل المونوكروتوفوس، والكينالفوس، والإيثيون، والفورات (اعتبارًا من مايو 2005).
أصبحت طريقة الإدارة المتكاملة للآفات (Integrated Pest Management) أكثر شيوعًا كبديل لاستخدام المبيدات الحشرية. يتضمن نهج إدارة الآفات المتكاملة استخدام الأسمدة الحيوية، وسماد الحشرات، والزراعة العضوية. ويؤثر الافتقار إلى التنظيم الداخلي لاستخدام المبيدات سلبًا على السلعة من حيث إمكانات التجارة.

### الزراعة ذات القيمة المضافة والزراعة العضوية
أوصت وزارة التنمية الدولية الأمريكية بزيادة إنتاجية زراعة الشاي في نيبال من خلال تحديث الآلات القديمة التي تستخدمها معظم مصانع المعالجة حاليًا. وتشمل التدخلات الأخرى المقترحة إدخال أجهزة التقليم الآلية لتقليل العمالة وزيادة الإنتاجية فيما يتعلق بالوقت. إن العقبة الأحدث التي تعيق المزارعين الصغار هي قضية استخدام المبيدات الحشرية والحصول على شهادة الزراعة العضوية. يُعتقد في نيبال أن التحول إلى زراعة عضوية معتمدة، وهي عملية مكلفة وتستغرق وقتًا طويلاً، ستؤدي إلى زيادات كبيرة في الأرباح ومع ذلك، مع إنتاج الشاي العضوي، تنخفض الغلة وتزداد العمالة بشكل كبير خلال المراحل الأولية من التحول. وفي النهاية، فإن المشكلة الرئيسية التي يواجهها معظم مزارعي الشاي في نيبال هي أنهم يشغلون الصناعة الأولية أو الثانوية. لا يملك صغار مزارعي الشاي الوسائل لإضافة قيمة إلى الشاي من خلال المعالجة والتعبئة والتغليف؛ فهم يعتمدون على وكلاء خارجيين لشراء أوراقهم بكميات كبيرة.

## التأثيرات الاقتصادية
إن الانتقال من زراعة الكفاف إلى زراعة المحاصيل النقدية للشاي التقليدي يوفر فائدة لمزارعي التلال من حيث الدعم المالي والمشاركة في السوق المحلية. لقد تخلى العديد من المزارعين التقليديين عن زراعة الكفاف ويتخصصون الآن في زراعة الشاي فقط. ومن الممكن بعد ذلك استخدام الأرباح الناتجة عن بيع الشاي لشراء المواد الغذائية الأساسية في السوق المحلية. لقد أدى التحول من الزراعة التقليدية إلى زراعة المحاصيل النقدية إلى خفض معدلات الفقر بين صغار المزارعين في زراعة الشاي. 70% من الشاي التقليدي الذي تم إنتاجه في نيبال في عام 2006 كان من إنتاج المزارع الصغيرة. الشاي الأرثوذكسي هو محصول مربح فريد من نوعه بالنسبة لمزارعي التلال. وتشير توقعات مركز أبحاث الشاي الوطني إلى أن صادرات الشاي الأرثوذكسي ستصل بحلول عام 2022 إلى 27 مليون كيلوغرام، مقارنة برقم 3 ملايين كيلوغرام في عام 2012. ومن المتوقع أن يؤدي النمو المزدوج في قطاع الشاي إلى توظيف حوالي 100 ألف شخص. إن المشاركة في الأسواق الخارجية سوف تسمح لمنتجي الشاي النيباليين بالاستفادة من الجودة العالية لمنتجاتهم وقيمتها كمنتج متخصص. ويتم بيع الشاي النيبالي الأرثوذكسي بأسعار أقل بكثير من نظيراته في الدول المجاورة مثل الهند. تبلغ قيمة الطن المتري من الشاي الأخضر النيبالي 1180 دولارًا في الهند، ولكنها تبلغ 12000 دولار في الولايات المتحدة. وهكذا، لكي يتمكن المزارعون النيباليون ومنتجو الشاي التقليدي من تحقيق أقصى قدر من المال من هذا المحصول، هناك حاجة إلى التصدير إلى دول مثل الولايات المتحدة التي تدفع أسعارًا مميزة مقابل المنتج.

### مقارنة مع شاي دارجيلنغ
يشترك الشاي النيبالي، وخاصة الأصناف المزروعة في المناطق الشرقية مثل إيلام، في العديد من التشابهات الجغرافية والمناخية مع شاي دارجيلنغ الشهير من الهند المجاورة. ومع ذلك، هناك مزايا مميزة وخصائص فريدة تجعل الشاي النيبالي متميزاً.
التشابه الجغرافي والمناخي
يعد كل من دارجيلنغ وشرق نيبال، وخاصة منطقة إيلام، جزءًا من منطقة الهيمالايا الشرقية الأوسع. تشتهر هذه المنطقة بتنوعها البيولوجي الغني والظروف المناخية الخاصة المثالية لزراعة الصنف الصيني من نبات الشاي كاميليا سينينسيس. تساهم هذه الظروف في إعطاء نكهة المسك الفريدة، وهي ميزة ثمينة في شاي دارجيلنغ، وتوجد بشكل مماثل في شاي إيلام.
عروض بيع فريدة من نوعها لشاي إيلام
تتميز أنواع شاي إيلام بنكهتها الفريدة، والتي تتضمن طعمًا جوزيًا وزهريًا مع لمسة من الحلاوة التي تعزز جاذبيته مقارنة بنكهات دارجيلنغ التقليدية. هذا التنوع في المذاق هو نتيجة لحدائق الشاي الأصغر سنا في إيلام، والتي تستفيد من التربة الطازجة والعناصر الغذائية الأقل استنزافًا مقارنة بالحدائق الأكبر سنا في دارجيلنغ.
الإنتاج والجودة
يتم تحضير الشاي التقليدي من إيلام يدويًا في الغالب أو معالجته باستخدام الطرق التقليدية التي تساعد في الحفاظ على سلامة أوراق الشاي ونكهتها. على عكس الإنتاج الضخم الذي نراه غالبًا في دارجيلنغ بسبب الطلب العالمي المرتفع، فإن إنتاج شاي إيلام يكون على نطاق أصغر عمومًا، مما يسمح باهتمام أكثر دقة بممارسات الجودة والاستدامة.
| السنة المالة (BS) | السنة المالية (AD) | المساحة (بالهكتار) | الإنتاج (بالكيلوغرام) |
| ----------------- | ------------------ | ------------------ | --------------------- |
| 2051/52           | 1994/95            | N/A                | 196403.00             |
| 2052/53           | 1995/96            | N/A                | 2737329.00            |
| 2053/54           | 1996/97            | 3501.80            | 2905942.00            |
| 2054/55           | 1997/98            | 4515.00            | 3018571.00            |
| 2055/56           | 1998/99            | 10249.60           | 4492998.00            |
| 2056/57           | 1999/00            | 10249.60           | 5085237.00            |
| 2057/58           | 2000/01            | 11997.00           | 6638082.00            |
| 2058/59           | 2001/02            | 12346.00           | 7518575.00            |
| 2059/60           | 2002/03            | 12643.00           | 8198000.00            |
| 2060/61           | 2003/04            | 15012.00           | 11651204.00           |
| 2061/62           | 2004/05            | 15900.00           | 12606081.00           |
| 2062/63           | 2005/06            | 16000.00           | 13688237.00           |
| 2063/64           | 2006/07            | 16420.00           | 15167743.00           |
| 2064/65           | 2007/08            | 16594.00           | 16127490.00           |
| 2065/66           | 2008/09            | 16718.00           | 16208127.00           |

الممارسات الصديقة للبيئة
يتميز إنتاج الشاي في إيلام بالتزامه بالممارسات الصديقة للبيئة. تستخدم حدائق الشاي أساليب الزراعة العضوية، وتتجنب استخدام المواد الكيميائية والمبيدات الحشرية الضارة. وهذا لا يضمن فقط منتجًا نهائيًا أكثر نظافة وأمانًا، بل يتماشى أيضًا مع تفضيل المستهلك العالمي المتزايد للسلع المستدامة والمنتجة بطريقة أخلاقية.
القيمة الاقتصادية
على الرغم من جودته العالية، فإن شاي إيلام يعتبر أكثر تكلفة بشكل عام من شاي دارجيلنغ، مما يوفر للمستهلكين العالميين قيمة ممتازة مقابل المال. إن هذه القدرة على تحمل التكاليف، إلى جانب جودتها العالية، تجعل شاي إيلام بديلاً مقنعًا لشاي دارجيلنغ في السوق الدولية.
وتجعل هذه العوامل من شاي إيلام ليس فقط منافسًا قويًا ولكن أيضًا خيارًا متفوقًا في بعض النواحي، وخاصة لمن يقدرون الاستدامة والجودة الحرفية في خياراتهم من الشاي. يشير الاعتراف المتزايد بشاي إيلام على الساحة العالمية إلى مستقبل واعد لهذه السوق المتخصصة، مما قد يضع نيبال في وضع يمكنها من الحصول على أسعار أفضل واكتساب قاعدة جماهيرية مخلصة بين عشاق الشاي في جميع أنحاء العالم.

## إحصاءات

#### جدول 1: صادرات وواردات الشاي في نيبال (2022)
| النوع    | القيمة (بالدولار) | الترتيب العالمي | أهم الدول                                                                                              |
| -------- | ----------------- | --------------- | --- |
| الصادرات | 32.5 مليون        | 23/197          | - الهند: 29.4 مليون - روسيا: 663 ألف - ألمانيا: 539 ألف - الولايات المتحدة: 333 ألف - اليابان: 296 ألف |
| الواردات | 910 ألف           | 152/223         | - الهند: 621 ألف - الصين: 179 ألف - سريلانكا: 88.4 ألف - إسرائيل: 14.8 ألف - اليابان: 2.36 ألف         |

#### جدول 2: النمو وأهم الأسواق التجارية (2021-2022)
| النوع    | السوق الأسرع نمواً                                         | قيمة النمو | الأسواق المتراجعة                                         |
| -------- | --------------------------------------------------------- | ---------- | --------------------------------------------------------- |
| الصادرات | - الهند: 9.17 مليون - الصين: 144 ألف - باكستان: 71 ألف    |            | - ألمانيا: -772 ألف - روسيا: -223 ألف - اليابان: -177 ألف |
| الواردات | - الصين: 143 ألف - إسرائيل: 14.8 ألف - سريلانكا: 7.42 ألف |            | N/A                                                       |

## مطالعات
- أديكاري، ر.، وأديكاري، ك. (2005). حواجز الوصول إلى السوق أمام اختيار الصادرات الزراعية النيبالية (PDF) . ، i-23.